# Curling aux Jeux olympiques de 2006
Navigation
Salt Lake City 2002 Vancouver 2010

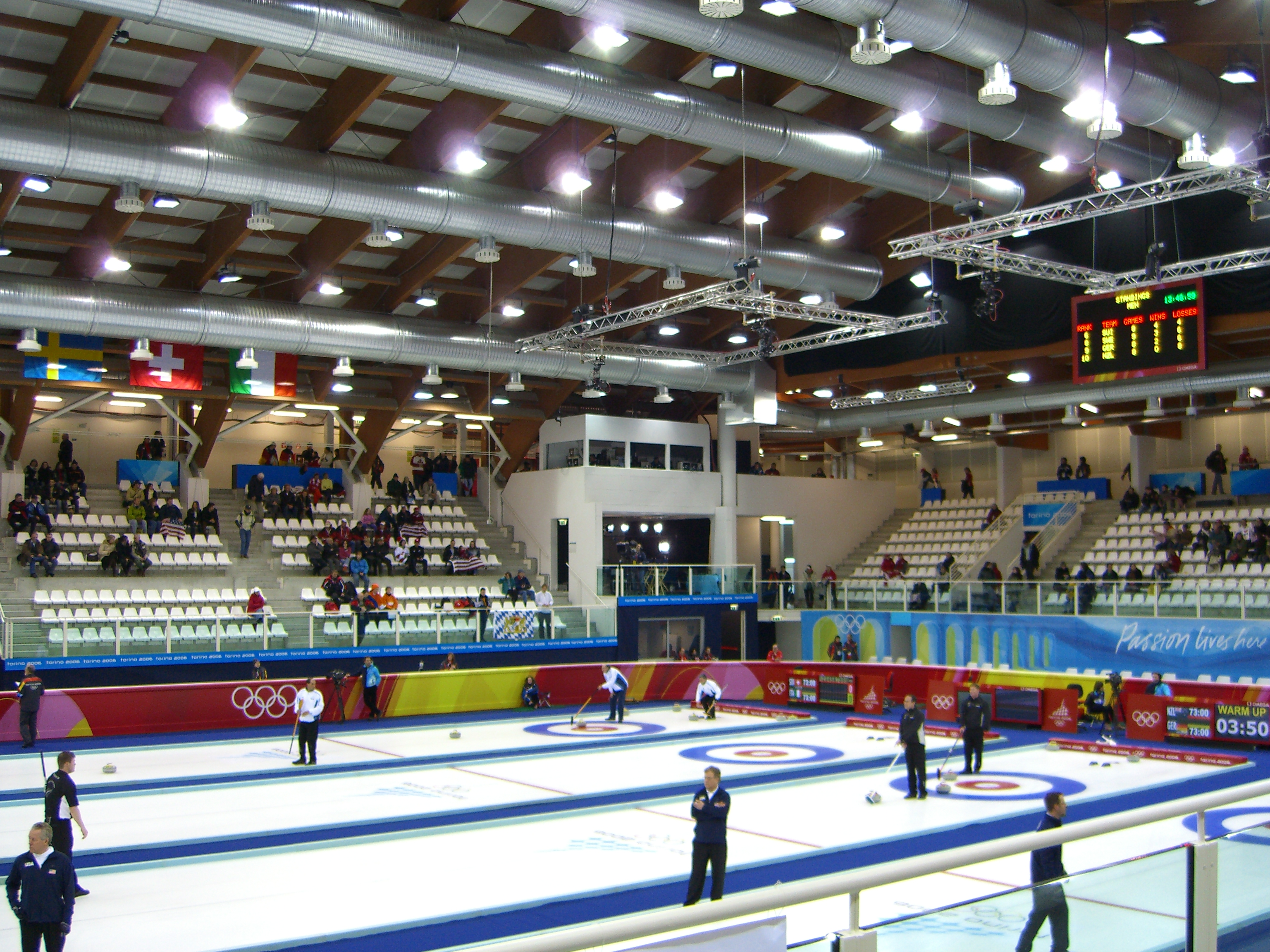
Le palais de Pignerol

Les épreuves de curling aux Jeux olympiques d'hiver de 2006 se sont tenues entre le 13 février et le 24 février 2006 à Pignerol.

## Podiums
| Épreuves | Or                                                                  | Argent                                                                        | Bronze                                                                    |
| -------- | ------------------------------------------------------------------- | ----------------------------------------------------------------------------- | ------------------------------------------------------------------------- |
| Hommes   | Canada                                                              | Finlande                                                                      | États-Unis                                                                |
| Hommes   | Brad Gushue Mark Nichols Russ Howard Jamie Korab Mike Adam          | Markku Uusipaavalniemi Wille Makela Kalle Kiiskinen Teemu Salo Jani Sullanmaa | Pete Fenson Shawn Rojeski Joe Polo John Shuster Scott Baird               |
| Femmes   | Suède                                                               | Suisse                                                                        | Canada                                                                    |
| Femmes   | Anette Norberg Eva Lund Cathrine Lindahl Anna Svaerd Ulrika Bergman | Mirjam Ott Binia Beeli Valeria Spaelty Michele Moser Manuela Kormann          | Shannon Kleibrink Amy Nixon Glenys Bakker Christine Keshen Sandra Jenkins |

## Hommes

### Qualifications
Pour le tournoi olympique, neuf des dix postes ont été attribués sur la base d'un système de points qui prend en compte les résultats des championnats du monde des années 2003, 2004 et 2005. L'équipe de curling d'Italie est qualifiée automatiquement car pays hôtes.
Les points de qualification sont attribués sur la base du classement final des nations lors des championnats du monde. Ils sont distribués de la manière suivante :
| Rang final | 1  | 2  | 3 | 4 | 5 | 6 | 7 | 8 | 9 | 10 |
| Points     | 12 | 10 | 8 | 7 | 6 | 5 | 4 | 3 | 2 | 1  |

| Pays               | 2003 | 2004 | 2005 | Total |
| ------------------ | ---- | ---- | ---- | ----- |
| Canada             | 12   | 8    | 12   | 32    |
| Norvège            | 8    | 7    | 7    | 22    |
| Grande-Bretagne    | 4,5  | 6    | 10   | 20,5  |
| Suède              | 6    | 12   | 2    | 20    |
| Allemagne          | 1,5  | 10   | 8    | 19,5  |
| Suisse             | 10   | 4,5  | 4    | 18,5  |
| Finlande           | 7    | 0    | 5,5  | 12,5  |
| États-Unis         | 3    | 2    | 5,5  | 10,5  |
| Nouvelle-Zélande   | 0    | 4,5  | 3    | 7,5   |
| Danemark           | 4,5  | 2    | 0    | 6,5   |
| France             | 0    | 2    | 0    | 2     |
| Corée du Sud       | 1,5  | 0    | 0    | 1,5   |
| Australie          | 0    | 0    | 1    | 1     |
| Italie (pays hôte) | 0    | 0    | 0    | 0     |

### Équipes qualifiées
| Allemagne | Canada | États-Unis | Finlande | Grande-Bretagne |
| --- | --- | --- | --- | --- |
| CC Füssen, Füssen Skip : Andy Kapp Third : Uli Kapp Second : Oliver Axnick Lead : Holger Höhne Remplaçant : Andreas Kempf                                   | St. John's CC, Saint-Jean Skip : Brad Gushue Third : Mark Nichols Second : Russ Howard Lead : Jamie Korab Remplaçant : Mike Adam            | Bemidji CC, Bemidji Skip : Pete Fenson Third : Shawn Rojeski Second : Joseph Polo Lead : John Shuster Remplaçant : Scott Baird        | Oulunkylä Curling, Helsinki Skip : Markku Uusipaavalniemi Third : Wille Mäkelä Second : Kalle Kiiskinen Lead : Teemu Salo Remplaçant : Jani Sullanmaa | Lockerbie CC, Lockerbie Skip : David Murdoch Third : Ewan MacDonald Second : Warwick Smith Lead : Euan Byers Remplaçant : Craig Wilson        |
| Italie | Norvège | Nouvelle-Zélande | Suède | Suisse |
| CC Dolomiti, Cortina d'Ampezzo Skip : Joel Retornaz Third : Fabio Alvera Second : Gian Paolo Zandegiacomo Lead : Antonio Menardi Remplaçant : Marco Mariani | Stabekk CC, Oslo Skip : Pål Trulsen Third : Lars Vågberg Second : Flemming Davanger Lead : Bent Ånund Ramsfjell Remplaçant : Torger Nergård | Ranfurly CC, Ranfurly Skip : Sean Becker Third : Hans Frauenlob Second : Dan Mustapic Lead : Lorne De Pape Remplaçant : Warren Dobson | Östersunds CK, Östersund Skip : Peja Lindholm Third : Tomas Nordin Second : Magnus Swartling Lead : Peter Narup Remplaçant : Anders Kraupp            | St Galler Bär CC, Zurich Skip : Ralph Stöckli Third : Claudio Pescia Second : Pascal Sieber Lead : Marco Battilana Remplaçant : Simon Strübin |

### 1ertour
Le marteau indique que l'équipe avait la dernière pierre dans le premier end.
| Équipes                   | 1 | 2 | 3 | 4 | 5 | 6 | 7 | 8 | 9 | 10 | 11 | Total |
| ------------------------- | - | - | - | - | - | - | - | - | - | -- | -- | ----- |
| Nouvelle-Zélande (Becker) | 0 | 0 | 0 | 1 | 0 | 1 | 0 | 1 | 0 | 0  | x  | 3     |
| Suède (Lindholm)          | 0 | 0 | 1 | 0 | 3 | 0 | 1 | 0 | 1 | 0  | x  | 6     |

| Équipes                   | 1 | 2 | 3 | 4 | 5 | 6 | 7 | 8 | 9 | 10 | 11 | Total |
| ------------------------- | - | - | - | - | - | - | - | - | - | -- | -- | ----- |
| Italie (Retornaz)         | 1 | 0 | 2 | 0 | 1 | 0 | 1 | 0 | 0 | 0  | x  | 5     |
| Grande-Bretagne (Murdoch) | 0 | 3 | 0 | 2 | 0 | 1 | 0 | 0 | 0 | 1  | x  | 7     |

| Équipes             | 1 | 2 | 3 | 4 | 5 | 6 | 7 | 8 | 9 | 10 | 11 | Total |
| ------------------- | - | - | - | - | - | - | - | - | - | -- | -- | ----- |
| Norvège (Trulsen)   | 1 | 0 | 0 | 2 | 0 | 2 | 0 | 0 | x | x  | x  | 5     |
| États-Unis (Fenson) | 0 | 2 | 1 | 0 | 3 | 0 | 0 | 5 | x | x  | x  | 11    |

| Équipes                    | 1 | 2 | 3 | 4 | 5 | 6 | 7 | 8 | 9 | 10 | 11 | Total |
| -------------------------- | - | - | - | - | - | - | - | - | - | -- | -- | ----- |
| Finlande (Uusipaavalniemi) | 0 | 1 | 0 | 1 | 0 | 0 | 0 | 0 | 0 | x  | x  | 2     |
| Suisse (Stöckli)           | 2 | 0 | 1 | 0 | 0 | 1 | 2 | 0 | 1 | x  | x  | 7     |

| Équipes          | 1 | 2 | 3 | 4 | 5 | 6 | 7 | 8 | 9 | 10 | 11 | Total |
| ---------------- | - | - | - | - | - | - | - | - | - | -- | -- | ----- |
| Allemagne (Kapp) | 2 | 0 | 2 | 0 | 0 | 0 | 0 | 1 | 0 | x  | x  | 5     |
| Canada (Gushue)  | 0 | 2 | 0 | 3 | 1 | 1 | 1 | 0 | 2 | x  | x  | 10    |

| Équipes                    | 1 | 2 | 3 | 4 | 5 | 6 | 7 | 8 | 9 | 10 | 11 | Total |
| -------------------------- | - | - | - | - | - | - | - | - | - | -- | -- | ----- |
| Finlande (Uusipaavalniemi) | 0 | 0 | 0 | 2 | 0 | 0 | 0 | 1 | 0 | 1  | x  | 4     |
| États-Unis (Fenson)        | 0 | 2 | 0 | 0 | 0 | 1 | 0 | 0 | 0 | 0  | x  | 3     |

| Équipes                   | 1 | 2 | 3 | 4 | 5 | 6 | 7 | 8 | 9 | 10 | 11 | Total |
| ------------------------- | - | - | - | - | - | - | - | - | - | -- | -- | ----- |
| Grande-Bretagne (Murdoch) | 0 | 1 | 4 | 0 | 0 | 0 | 3 | 0 | 2 | x  | x  | 10    |
| Nouvelle-Zélande (Becker) | 1 | 0 | 0 | 0 | 2 | 1 | 0 | 1 | 0 | x  | x  | 5     |

| Équipes           | 1 | 2 | 3 | 4 | 5 | 6 | 7 | 8 | 9 | 10 | 11 | Total |
| ----------------- | - | - | - | - | - | - | - | - | - | -- | -- | ----- |
| Italie (Retornaz) | 0 | 0 | 1 | 0 | 0 | 1 | 0 | 2 | 0 | 1  | x  | 5     |
| Suède (Lindholm)  | 0 | 2 | 0 | 1 | 0 | 0 | 2 | 0 | 2 | 0  | x  | 7     |

| Équipes           | 1 | 2 | 3 | 4 | 5 | 6 | 7 | 8 | 9 | 10 | 11 | Total |
| ----------------- | - | - | - | - | - | - | - | - | - | -- | -- | ----- |
| Norvège (Trulsen) | 0 | 0 | 0 | 0 | 1 | 0 | 0 | 3 | 3 | x  | x  | 7     |
| Suisse (Stöckli)  | 0 | 0 | 0 | 1 | 0 | 1 | 0 | 0 | 0 | x  | x  | 2     |

| Équipes          | 1 | 2 | 3 | 4 | 5 | 6 | 7 | 8 | 9 | 10 | 11 | Total |
| ---------------- | - | - | - | - | - | - | - | - | - | -- | -- | ----- |
| Canada (Gushue)  | 1 | 0 | 1 | 0 | 1 | 0 | 1 | 0 | 3 | 0  | 0  | 7     |
| Suède (Lindholm) | 0 | 2 | 0 | 1 | 0 | 1 | 0 | 1 | 0 | 2  | 1  | 8     |

| Équipes           | 1 | 2 | 3 | 4 | 5 | 6 | 7 | 8 | 9 | 10 | 11 | Total |
| ----------------- | - | - | - | - | - | - | - | - | - | -- | -- | ----- |
| Allemagne (Kapp)  | 0 | 1 | 2 | 0 | 1 | 0 | 0 | 4 | 0 | 0  | 0  | 8     |
| Italie (Retornaz) | 1 | 0 | 0 | 2 | 0 | 2 | 0 | 0 | 2 | 1  | 1  | 9     |

| Équipes                   | 1 | 2 | 3 | 4 | 5 | 6 | 7 | 8 | 9 | 10 | 11 | Total |
| ------------------------- | - | - | - | - | - | - | - | - | - | -- | -- | ----- |
| États-Unis (Fenson)       | 0 | 2 | 2 | 0 | 2 | 1 | 0 | 3 | x | x  | x  | 10    |
| Nouvelle-Zélande (Becker) | 2 | 0 | 0 | 0 | 0 | 0 | 2 | 0 | x | x  | x  | 4     |

| Équipes                    | 1 | 2 | 3 | 4 | 5 | 6 | 7 | 8 | 9 | 10 | 11 | Total |
| -------------------------- | - | - | - | - | - | - | - | - | - | -- | -- | ----- |
| Finlande (Uusipaavalniemi) | 0 | 0 | 2 | 0 | 0 | 0 | 2 | 0 | 0 | 2  | x  | 6     |
| Nouvelle-Zélande (Becker)  | 0 | 2 | 0 | 0 | 1 | 1 | 0 | 1 | 0 | 0  | x  | 5     |

| Équipes           | 1 | 2 | 3 | 4 | 5 | 6 | 7 | 8 | 9 | 10 | 11 | Total |
| ----------------- | - | - | - | - | - | - | - | - | - | -- | -- | ----- |
| Suède (Lindholm)  | 1 | 0 | 1 | 1 | 0 | 1 | 0 | 0 | x | x  | x  | 4     |
| Norvège (Trulsen) | 0 | 4 | 0 | 0 | 2 | 0 | 2 | 1 | x | x  | x  | 9     |

| Équipes                   | 1 | 2 | 3 | 4 | 5 | 6 | 7 | 8 | 9 | 10 | 11 | Total |
| ------------------------- | - | - | - | - | - | - | - | - | - | -- | -- | ----- |
| Canada (Gushue)           | 1 | 1 | 0 | 3 | 0 | 1 | 1 | 0 | 2 | x  | x  | 9     |
| Grande-Bretagne (Murdoch) | 0 | 0 | 2 | 0 | 1 | 0 | 0 | 2 | 0 | x  | x  | 5     |

| Équipes             | 1 | 2 | 3 | 4 | 5 | 6 | 7 | 8 | 9 | 10 | 11 | Total |
| ------------------- | - | - | - | - | - | - | - | - | - | -- | -- | ----- |
| États-Unis (Fenson) | 0 | 0 | 0 | 0 | 2 | 0 | 2 | 0 | 0 | 1  | x  | 5     |
| Italie (Retornaz)   | 0 | 0 | 1 | 1 | 0 | 2 | 0 | 1 | 1 | 0  | x  | 6     |

| Équipes                   | 1 | 2 | 3 | 4 | 5 | 6 | 7 | 8 | 9 | 10 | 11 | Total |
| ------------------------- | - | - | - | - | - | - | - | - | - | -- | -- | ----- |
| Grande-Bretagne (Murdoch) | 0 | 0 | 0 | 1 | 0 | 0 | 2 | 0 | 2 | 1  | x  | 6     |
| Norvège (Trulsen)         | 0 | 1 | 0 | 0 | 0 | 1 | 0 | 1 | 0 | 0  | x  | 3     |

| Équipes          | 1 | 2 | 3 | 4 | 5 | 6 | 7 | 8 | 9 | 10 | 11 | Total |
| ---------------- | - | - | - | - | - | - | - | - | - | -- | -- | ----- |
| Canada (Gushue)  | 1 | 0 | 0 | 1 | 1 | 1 | 1 | 1 | 0 | 1  | x  | 7     |
| Suisse (Stöckli) | 0 | 1 | 3 | 0 | 0 | 0 | 0 | 0 | 1 | 0  | x  | 5     |

| Équipes                    | 1 | 2 | 3 | 4 | 5 | 6 | 7 | 8 | 9 | 10 | 11 | Total |
| -------------------------- | - | - | - | - | - | - | - | - | - | -- | -- | ----- |
| Allemagne (Kapp)           | 0 | 0 | 1 | 0 | 0 | 2 | 0 | 1 | 1 | 0  | x  | 5     |
| Finlande (Uusipaavalniemi) | 0 | 0 | 0 | 0 | 1 | 0 | 0 | 0 | 0 | 1  | x  | 2     |

| Équipes                   | 1 | 2 | 3 | 4 | 5 | 6 | 7 | 8 | 9 | 10 | 11 | Total |
| ------------------------- | - | - | - | - | - | - | - | - | - | -- | -- | ----- |
| Grande-Bretagne (Murdoch) | 0 | 0 | 0 | 2 | 0 | 2 | 1 | 0 | 2 | 0  | x  | 7     |
| Allemagne (Kapp)          | 0 | 0 | 2 | 0 | 0 | 0 | 0 | 2 | 0 | 2  | x  | 6     |

| Équipes                   | 1 | 2 | 3 | 4 | 5 | 6 | 7 | 8 | 9 | 10 | 11 | Total |
| ------------------------- | - | - | - | - | - | - | - | - | - | -- | -- | ----- |
| Suisse (Stöckli)          | 2 | 0 | 0 | 0 | 2 | 0 | 1 | 3 | 0 | 1  | x  | 9     |
| Nouvelle-Zélande (Becker) | 0 | 2 | 0 | 1 | 0 | 2 | 0 | 0 | 2 | 0  | x  | 7     |

| Équipes             | 1 | 2 | 3 | 4 | 5 | 6 | 7 | 8 | 9 | 10 | 11 | Total |
| ------------------- | - | - | - | - | - | - | - | - | - | -- | -- | ----- |
| États-Unis (Fenson) | 0 | 2 | 0 | 2 | 0 | 1 | 0 | 1 | 2 | 2  | x  | 10    |
| Suède (Lindholm)    | 2 | 0 | 2 | 0 | 1 | 0 | 1 | 0 | 0 | 0  | x  | 6     |

| Équipes           | 1 | 2 | 3 | 4 | 5 | 6 | 7 | 8 | 9 | 10 | 11 | Total |
| ----------------- | - | - | - | - | - | - | - | - | - | -- | -- | ----- |
| Norvège (Trulsen) | 0 | 0 | 1 | 1 | 1 | 0 | 0 | 0 | 2 | 0  | x  | 5     |
| Canada (Gushue)   | 2 | 1 | 0 | 0 | 0 | 0 | 1 | 1 | 0 | 1  | x  | 6     |

| Équipes           | 1 | 2 | 3 | 4 | 5 | 6 | 7 | 8 | 9 | 10 | 11 | Total |
| ----------------- | - | - | - | - | - | - | - | - | - | -- | -- | ----- |
| Italie (Retornaz) | 0 | 0 | 2 | 0 | 1 | 0 | 0 | x | x | x  | x  | 3     |
| Norvège (Trulsen) | 0 | 2 | 0 | 4 | 0 | 1 | 4 | x | x | x  | x  | 11    |

| Équipes                    | 1 | 2 | 3 | 4 | 5 | 6 | 7 | 8 | 9 | 10 | 11 | Total |
| -------------------------- | - | - | - | - | - | - | - | - | - | -- | -- | ----- |
| Suède (Lindholm)           | 0 | 2 | 0 | 2 | 0 | 0 | 0 | 0 | x | x  | x  | 3     |
| Finlande (Uusipaavalniemi) | 3 | 0 | 2 | 0 | 0 | 1 | 3 | 2 | x | x  | x  | 11    |

| Équipes          | 1 | 2 | 3 | 4 | 5 | 6 | 7 | 8 | 9 | 10 | 11 | Total |
| ---------------- | - | - | - | - | - | - | - | - | - | -- | -- | ----- |
| Suisse (Stöckli) | 2 | 0 | 0 | 0 | 0 | 2 | 0 | 0 | 4 | 0  | x  | 8     |
| Allemagne (Kapp) | 0 | 0 | 0 | 1 | 1 | 0 | 1 | 0 | 0 | 1  | x  | 4     |

| Équipes                   | 1 | 2 | 3 | 4 | 5 | 6 | 7 | 8 | 9 | 10 | 11 | Total |
| ------------------------- | - | - | - | - | - | - | - | - | - | -- | -- | ----- |
| Suède (Lindholm)          | 0 | 0 | 2 | 0 | 0 | 0 | 0 | x | x | x  | x  | 2     |
| Grande-Bretagne (Murdoch) | 2 | 2 | 0 | 3 | 0 | 0 | 1 | x | x | x  | x  | 8     |

| Équipes             | 1 | 2 | 3 | 4 | 5 | 6 | 7 | 8 | 9 | 10 | 11 | Total |
| ------------------- | - | - | - | - | - | - | - | - | - | -- | -- | ----- |
| États-Unis (Fenson) | 0 | 0 | 2 | 0 | 0 | 1 | 1 | 0 | 2 | 1  | x  | 7     |
| Suisse (Stöckli)    | 0 | 0 | 0 | 0 | 1 | 0 | 0 | 2 | 0 | 0  | x  | 3     |

| Équipes                    | 1 | 2 | 3 | 4 | 5 | 6 | 7 | 8 | 9 | 10 | 11 | Total |
| -------------------------- | - | - | - | - | - | - | - | - | - | -- | -- | ----- |
| Finlande (Uusipaavalniemi) | 0 | 0 | 3 | 0 | 0 | 0 | 4 | 1 | 0 | 0  | x  | 8     |
| Canada (Gushue)            | 2 | 0 | 0 | 0 | 1 | 1 | 0 | 0 | 2 | 1  | x  | 7     |

| Équipes                   | 1 | 2 | 3 | 4 | 5 | 6 | 7 | 8 | 9 | 10 | 11 | Total |
| ------------------------- | - | - | - | - | - | - | - | - | - | -- | -- | ----- |
| Nouvelle-Zélande (Becker) | 0 | 1 | 0 | 1 | 0 | 0 | 1 | 0 | 1 | 1  | 0  | 5     |
| Italie (Retornaz)         | 0 | 0 | 2 | 0 | 2 | 0 | 0 | 1 | 0 | 0  | 1  | 6     |

| Équipes             | 1 | 2 | 3 | 4 | 5 | 6 | 7 | 8 | 9 | 10 | 11 | Total |
| ------------------- | - | - | - | - | - | - | - | - | - | -- | -- | ----- |
| Allemagne (Kapp)    | 0 | 0 | 1 | 0 | 1 | 0 | 2 | 0 | 1 | x  | x  | 5     |
| États-Unis (Fenson) | 2 | 1 | 0 | 0 | 0 | 2 | 0 | 3 | 0 | x  | x  | 8     |

| Équipes           | 1 | 2 | 3 | 4 | 5 | 6 | 7 | 8 | 9 | 10 | 11 | Total |
| ----------------- | - | - | - | - | - | - | - | - | - | -- | -- | ----- |
| Canada (Gushue)   | 0 | 0 | 1 | 0 | 0 | 1 | 1 | 0 | 2 | 1  | 0  | 6     |
| Italie (Retornaz) | 2 | 1 | 0 | 1 | 1 | 0 | 0 | 1 | 0 | 0  | 1  | 7     |

| Équipes                   | 1 | 2 | 3 | 4 | 5 | 6 | 7 | 8 | 9 | 10 | 11 | Total |
| ------------------------- | - | - | - | - | - | - | - | - | - | -- | -- | ----- |
| Suisse (Stöckli)          | 2 | 0 | 0 | 0 | 0 | 0 | 2 | 1 | 0 | 0  | x  | 5     |
| Grande-Bretagne (Murdoch) | 0 | 1 | 1 | 0 | 1 | 0 | 0 | 0 | 2 | 1  | x  | 6     |

| Équipes                    | 1 | 2 | 3 | 4 | 5 | 6 | 7 | 8 | 9 | 10 | 11 | Total |
| -------------------------- | - | - | - | - | - | - | - | - | - | -- | -- | ----- |
| Finlande (Uusipaavalniemi) | 1 | 0 | 0 | 1 | 3 | 0 | 1 | 0 | 0 | 1  | x  | 7     |
| Norvège (Trulsen)          | 0 | 0 | 1 | 0 | 0 | 1 | 0 | 1 | 0 | 0  | x  | 3     |

| Équipes                   | 1 | 2 | 3 | 4 | 5 | 6 | 7 | 8 | 9 | 10 | 11 | Total |
| ------------------------- | - | - | - | - | - | - | - | - | - | -- | -- | ----- |
| Norvège (Trulsen)         | 0 | 2 | 0 | 0 | 3 | 0 | 1 | 0 | 2 | 1  | x  | 9     |
| Nouvelle-Zélande (Becker) | 1 | 0 | 1 | 0 | 0 | 2 | 0 | 2 | 0 | 0  | x  | 6     |

| Équipes          | 1 | 2 | 3 | 4 | 5 | 6 | 7 | 8 | 9 | 10 | 11 | Total |
| ---------------- | - | - | - | - | - | - | - | - | - | -- | -- | ----- |
| Allemagne (Kapp) | 0 | 0 | 0 | 1 | 0 | 4 | 1 | 0 | 0 | 1  | x  | 7     |
| Suède (Lindholm) | 0 | 1 | 0 | 0 | 2 | 0 | 0 | 1 | 1 | 0  | x  | 5     |

| Équipes                    | 1 | 2 | 3 | 4 | 5 | 6 | 7 | 8 | 9 | 10 | 11 | Total |
| -------------------------- | - | - | - | - | - | - | - | - | - | -- | -- | ----- |
| Italie (Retornaz)          | 0 | 1 | 0 | 1 | 1 | 0 | 1 | 0 | 0 | 0  | x  | 4     |
| Finlande (Uusipaavalniemi) | 1 | 0 | 2 | 0 | 0 | 2 | 0 | 0 | 1 | 1  | x  | 7     |

| Équipes                   | 1 | 2 | 3 | 4 | 5 | 6 | 7 | 8 | 9 | 10 | 11 | Total |
| ------------------------- | - | - | - | - | - | - | - | - | - | -- | -- | ----- |
| Grande-Bretagne (Murdoch) | 0 | 1 | 0 | 2 | 1 | 0 | 0 | 1 | 2 | 1  | x  | 8     |
| États-Unis (Fenson)       | 2 | 0 | 4 | 0 | 0 | 1 | 2 | 0 | 0 | 0  | x  | 9     |

| Équipes                    | 1 | 2 | 3 | 4 | 5 | 6 | 7 | 8 | 9 | 10 | 11 | Total |
| -------------------------- | - | - | - | - | - | - | - | - | - | -- | -- | ----- |
| Grande-Bretagne (Murdoch)  | 0 | 0 | 0 | 0 | 1 | 0 | 0 | 0 | 1 | x  | x  | 2     |
| Finlande (Uusipaavalniemi) | 0 | 0 | 3 | 0 | 0 | 1 | 1 | 0 | 0 | x  | x  | 5     |

| Équipes                   | 1 | 2 | 3 | 4 | 5 | 6 | 7 | 8 | 9 | 10 | 11 | Total |
| ------------------------- | - | - | - | - | - | - | - | - | - | -- | -- | ----- |
| Nouvelle-Zélande (Becker) | 0 | 0 | 0 | 0 | 1 | 0 | 0 | x | x | x  | x  | 1     |
| Canada (Gushue)           | 1 | 1 | 0 | 1 | 0 | 3 | 3 | x | x | x  | x  | 9     |

| Équipes          | 1 | 2 | 3 | 4 | 5 | 6 | 7 | 8 | 9 | 10 | 11 | Total |
| ---------------- | - | - | - | - | - | - | - | - | - | -- | -- | ----- |
| Suède (Lindholm) | 0 | 0 | 2 | 0 | 0 | 1 | 0 | 0 | 0 | x  | x  | 3     |
| Suisse (Stöckli) | 0 | 1 | 0 | 0 | 2 | 0 | 1 | 3 | 1 | x  | x  | 8     |

| Équipes           | 1 | 2 | 3 | 4 | 5 | 6 | 7 | 8 | 9 | 10 | 11 | Total |
| ----------------- | - | - | - | - | - | - | - | - | - | -- | -- | ----- |
| Norvège (Trulsen) | 0 | 0 | 1 | 0 | 0 | 2 | 0 | 1 | 0 | 1  | x  | 5     |
| Allemagne (Kapp)  | 0 | 1 | 0 | 0 | 1 | 0 | 0 | 0 | 0 | 0  | x  | 2     |

| Équipes           | 1 | 2 | 3 | 4 | 5 | 6 | 7 | 8 | 9 | 10 | 11 | Total |
| ----------------- | - | - | - | - | - | - | - | - | - | -- | -- | ----- |
| Suisse (Stöckli)  | 4 | 0 | 1 | 0 | 3 | 2 | x | x | x | x  | x  | 10    |
| Italie (Retornaz) | 0 | 1 | 0 | 1 | 0 | 0 | x | x | x | x  | x  | 2     |

| Équipes                   | 1 | 2 | 3 | 4 | 5 | 6 | 7 | 8 | 9 | 10 | 11 | Total |
| ------------------------- | - | - | - | - | - | - | - | - | - | -- | -- | ----- |
| Nouvelle-Zélande (Becker) | 0 | 1 | 0 | 0 | 0 | 0 | x | x | x | x  | x  | 1     |
| Allemagne (Kapp)          | 2 | 0 | 3 | 2 | 2 | 1 | x | x | x | x  | x  | 10    |

| Équipes             | 1 | 2 | 3 | 4 | 5 | 6 | 7 | 8 | 9 | 10 | 11 | Total |
| ------------------- | - | - | - | - | - | - | - | - | - | -- | -- | ----- |
| Canada (Gushue)     | 0 | 0 | 0 | 2 | 0 | 0 | 0 | 2 | 1 | 1  | x  | 6     |
| États-Unis (Fenson) | 1 | 0 | 0 | 0 | 1 | 0 | 1 | 0 | 0 | 0  | x  | 3     |

Le tableau suivant résume le classement des équipes à l'issue du 1er tour :
| Rang | Pays                       | V | D | bp | bc | Manches gagnées | Manches perdues | Manches blanches | Tirs % |
| ---- | -------------------------- | - | - | -- | -- | --------------- | --------------- | ---------------- | ------ |
| 1    | Finlande (Uusipaavalniemi) | 7 | 2 | 53 | 40 | 32              | 31              | 23               | 78     |
| 2    | Canada (Gushue)            | 6 | 3 | 66 | 46 | 47              | 31              | 9                | 80     |
| 3    | États-Unis (Fenson)        | 6 | 3 | 66 | 47 | 36              | 33              | 16               | 80     |
| 4    | Grande-Bretagne (Murdoch)  | 6 | 3 | 59 | 49 | 36              | 31              | 17               | 81     |
| 5    | Norvège (Trulsen)          | 5 | 4 | 57 | 47 | 33              | 32              | 17               | 78     |
| 6    | Suisse (Stöckli)           | 5 | 4 | 56 | 45 | 31              | 34              | 18               | 76     |
| 7    | Italie (Retornaz)          | 4 | 5 | 47 | 66 | 37              | 38              | 10               | 70     |
| 8    | Allemagne (Kapp)           | 3 | 6 | 53 | 55 | 34              | 34              | 17               | 77     |
| 9    | Suède (Lindholm)           | 3 | 6 | 45 | 68 | 31              | 40              | 12               | 78     |
| 10   | Nouvelle-Zélande (Becker)  | 0 | 9 | 37 | 76 | 28              | 41              | 12               | 69     |

Les quatre premières équipes en tête à la fin du premier tour sont qualifiées directement pour les demi-finales.

### Phase finale
|  | Demi-finales           | Demi-finales           |                        |    | Finale                 | Finale                 |
|  | Demi-finales           | Demi-finales           |                        |    | Finale                 | Finale                 |
|  |                        |                        |                        |    |                        |                        |
|  | 22 février 2006, 19:00 | 22 février 2006, 19:00 |                        |    | 24 février 2006, 17:30 | 24 février 2006, 17:30 |
|  | 22 février 2006, 19:00 | 22 février 2006, 19:00 |                        |    | 24 février 2006, 17:30 | 24 février 2006, 17:30 |
|  | 1er Finlande           | 4                      |                        |    | 24 février 2006, 17:30 | 24 février 2006, 17:30 |
|  | 1er Finlande           | 4                      |                        |    | 24 février 2006, 17:30 | 24 février 2006, 17:30 |
|  | 4e Grande-Bretagne     | 3                      |                        |    | 24 février 2006, 17:30 | 24 février 2006, 17:30 |
|  | 4e Grande-Bretagne     | 3                      | Finlande               | 4  |                        |                        |
|  | 22 février 2006, 14:00 |                        | Finlande               | 4  |                        |                        |
|  |                        | Canada                 | 10                     |    |                        |                        |
|  | 2e Canada              | Canada                 | 10                     | 11 |                        |                        |
|  | 2e Canada              |                        |                        | 11 |                        |                        |
|  | 3e États-Unis          | 5                      |                        |    |                        |                        |
|  | 3e États-Unis          | 5                      | Match pour la 3e place |    |                        |                        |
|  |                        |                        |                        |    |                        |                        |
|  | 24 février 2006, 13:00 |                        |                        |    |                        |                        |
|  |                        |                        |                        |    |                        |                        |
|  | États-Unis             | 8                      |                        |    |                        |                        |
|  | États-Unis             | 8                      |                        |    |                        |                        |
|  | Grande-Bretagne        | 6                      |                        |    |                        |                        |
|  | Grande-Bretagne        | 6                      |                        |    |                        |                        |

#### Demi-finales
Les demi-finales sont disputées le mercredi 22 février 2006 à 19h00.
| Équipes                        | 1 | 2 | 3 | 4 | 5 | 6 | 7 | 8 | 9 | 10 | 11 | Total |
| ------------------------------ | - | - | - | - | - | - | - | - | - | -- | -- | ----- |
| 1er Finlande (Uusipaavalniemi) | 0 | 1 | 0 | 0 | 0 | 2 | 0 | 0 | 0 | 1  | x  | 4     |
| 4e Grande-Bretagne (Murdoch)   | 0 | 0 | 0 | 0 | 1 | 0 | 1 | 0 | 1 | 0  | x  | 3     |

| Équipes                | 1 | 2 | 3 | 4 | 5 | 6 | 7 | 8 | 9 | 10 | 11 | Total |
| ---------------------- | - | - | - | - | - | - | - | - | - | -- | -- | ----- |
| 2e Canada (Gushue)     | 0 | 2 | 0 | 2 | 0 | 2 | 0 | 0 | 5 | x  | x  | 11    |
| 3e États-Unis (Fenson) | 1 | 0 | 1 | 0 | 1 | 0 | 0 | 2 | 0 | x  | x  | 5     |

#### Match pour la médaille de bronze
Le match pour la médaille de bronze est disputé le vendredi 24 février 2006 à 13h00.
| Équipes                   | 1 | 2 | 3 | 4 | 5 | 6 | 7 | 8 | 9 | 10 | 11 | Total |
| ------------------------- | - | - | - | - | - | - | - | - | - | -- | -- | ----- |
| États-Unis (Fenson)       | 1 | 0 | 3 | 0 | 0 | 2 | 0 | 1 | 0 | 1  | x  | 8     |
| Grande-Bretagne (Murdoch) | 0 | 1 | 0 | 1 | 0 | 0 | 3 | 0 | 1 | 0  | x  | 6     |

#### Finale
La finale est disputée le vendredi 24 février 2006 à 17h30.
| Équipes                    | 1 | 2 | 3 | 4 | 5 | 6 | 7 | 8 | 9 | 10 | 11 | Total |
| -------------------------- | - | - | - | - | - | - | - | - | - | -- | -- | ----- |
| Finlande (Uusipaavalniemi) | 2 | 0 | 0 | 0 | 1 | 0 | 0 | 1 | x | x  | x  | 4     |
| Canada (Gushue)            | 0 | 2 | 1 | 1 | 0 | 6 | 0 | 0 | x | x  | x  | 10    |

### Poduim
| Or     | Argent   | Bronze     |
| Canada | Finlande | États-Unis |

## Femmes

### Qualifications
Pour le tournoi olympique, neuf des dix postes ont été attribués sur la base d'un système de points qui prend en compte les résultats des championnats du monde des années 2003, 2004 et 2005. L'équipe de curling d'Italie est qualifiée automatiquement car pays hôtes.
Les points de qualification sont attribués sur la base du classement final des nations lors des Championnats du monde. Ils sont distribués de la manière suivante :
| Rang final | 1  | 2  | 3 | 4 | 5 | 6 | 7 | 8 | 9 | 10 |
| Points     | 12 | 10 | 8 | 7 | 6 | 5 | 4 | 3 | 2 | 1  |

| Pays               | 2003 | 2004 | 2005 | Total |
| ------------------ | ---- | ---- | ---- | ----- |
| États-Unis         | 12   | 7    | 10   | 29    |
| Canada             | 10   | 12   | 7    | 29    |
| Suède              | 8    | 5    | 12   | 25    |
| Norvège            | 7    | 10   | 8    | 25    |
| Suisse             | 6    | 8    | 3,5  | 17,5  |
| Grande-Bretagne    | 3    | 6    | 5    | 14    |
| Russie             | 3    | 0    | 6    | 9     |
| Japon              | 3    | 4    | 1,5  | 8,5   |
| Danemark           | 3    | 2,5  | 1,5  | 7     |
| Italie (pays hôte) | 3    | 2,5  | 0    | 5,5   |
| Chine              | 0    | 0    | 3,5  | 3,5   |
| Finlande           | 0    | 1    | 0    | 1     |

### Équipes qualifiées
| Canada | Danemark | États-Unis | Grande-Bretagne | Italie |
| --- | --- | --- | --- | --- |
| Calgary Winter Club, Calgary Skip : Shannon Kleibrink Third : Amy Nixon Second : Glenys Bakker Lead : Christine Keshen Remplaçante : Sandra Jenkins | Hvidovre CC, Hvidovre Skip : Dorthe Holm Third : Denise Dupont Second : Lene Nielsen Lead : Malene Krause Remplaçante : Maria Poulsen       | Bemidji CC, Bemidji Skip : Cassie Johnson Third : Jamie Johnson Second : Jessica Schultz Lead : Maureen Brunt Remplaçante : Courtney George | Greenacres CC, Howwood Skip : Rhona Martin Third : Jackie Lockhart Second : Kelly Wood Lead : Lynn Cameron Remplaçante : Debbie Knox     | New Wave CC, Cortina d'Ampezzo Skip : Diana Gaspari Third : Giulia Lacedelli Second : Rosa Pompanin Lead : Violetta Caldart Remplaçante : Eleonara Alvera |
| Japon | Norvège | Russie | Suède | Suisse |
| Aomori CC, Aomori Skip : Ayumi Onodera Third : Yumie Hayashi (ja) Second : Mari Motohashi Lead : Moe Meguro Remplaçante : Sakurako Terada           | Snarøen CC, Bærum Skip : Dordi Nordby Third : Marianne Haslum Second : Marianne Rørvik Lead : Camilla Holth Remplaçante : Charlotte Hovring | Combined team Skip : Ludmila Privivkova Third : Nkeiruka Ezekh Second : Olga Jarkova Lead : Ekaterina Galkina Remplaçante : Yana Nekrasova  | Härnösands CK, Härnösand Skip : Anette Norberg Third : Eva Lund Second : Cathrine Lindahl Lead : Anna Svärd Remplaçante : Ulrika Bergman | Flims CC, Flims Skip : Mirjam Ott Third : Binia Beeli Second : Valeria Spälty Lead : Michèle Moser Remplaçante : Manuela Kormann                          |

### 1ertour
Le marteau indique que l'équipe avait la dernière pierre dans le premier end
| Équipes              | 1 | 2 | 3 | 4 | 5 | 6 | 7 | 8 | 9 | 10 | 11 | Total |
| -------------------- | - | - | - | - | - | - | - | - | - | -- | -- | ----- |
| Norvège (Nordby)     | 0 | 1 | 0 | 0 | 3 | 0 | 3 | 2 | 1 | 1  | x  | 11    |
| États-Unis (Johnson) | 2 | 0 | 1 | 1 | 0 | 2 | 0 | 0 | 0 | 0  | x  | 6     |

| Équipes            | 1 | 2 | 3 | 4 | 5 | 6 | 7 | 8 | 9 | 10 | 11 | Total |
| ------------------ | - | - | - | - | - | - | - | - | - | -- | -- | ----- |
| Canada (Kleibrink) | 0 | 0 | 0 | 2 | 0 | 0 | 2 | 0 | 1 | 0  | x  | 5     |
| Suède (Norberg)    | 0 | 0 | 2 | 0 | 2 | 0 | 0 | 2 | 0 | 1  | x  | 7     |

| Équipes          | 1 | 2 | 3 | 4 | 5 | 6 | 7 | 8 | 9 | 10 | 11 | Total |
| ---------------- | - | - | - | - | - | - | - | - | - | -- | -- | ----- |
| Suisse (Ott)     | 0 | 0 | 4 | 0 | 2 | 0 | 3 | 2 | x | x  | x  | 11    |
| Italie (Gaspari) | 1 | 0 | 0 | 2 | 0 | 1 | 0 | 0 | x | x  | x  | 4     |

| Équipes                  | 1 | 2 | 3 | 4 | 5 | 6 | 7 | 8 | 9 | 10 | 11 | Total |
| ------------------------ | - | - | - | - | - | - | - | - | - | -- | -- | ----- |
| Grande-Bretagne (Martin) | 0 | 1 | 0 | 0 | 0 | 1 | 0 | 0 | 0 | 1  | x  | 3     |
| Danemark (Holm)          | 0 | 0 | 0 | 0 | 1 | 0 | 0 | 1 | 0 | 0  | x  | 2     |

| Équipes             | 1 | 2 | 3 | 4 | 5 | 6 | 7 | 8 | 9 | 10 | 11 | Total |
| ------------------- | - | - | - | - | - | - | - | - | - | -- | -- | ----- |
| Russie (Privivkova) | 1 | 0 | 0 | 0 | 0 | 1 | 2 | 0 | 0 | 3  | x  | 7     |
| Japon (Onodera)     | 0 | 0 | 1 | 1 | 2 | 0 | 0 | 1 | 0 | 0  | x  | 5     |

| Équipes                  | 1 | 2 | 3 | 4 | 5 | 6 | 7 | 8 | 9 | 10 | 11 | Total |
| ------------------------ | - | - | - | - | - | - | - | - | - | -- | -- | ----- |
| Suisse (Ott)             | 0 | 0 | 0 | 2 | 1 | 0 | 1 | 0 | 0 | 0  | x  | 4     |
| Grande-Bretagne (Martin) | 0 | 0 | 2 | 0 | 0 | 1 | 0 | 1 | 0 | 1  | x  | 5     |

| Équipes          | 1 | 2 | 3 | 4 | 5 | 6 | 7 | 8 | 9 | 10 | 11 | Total |
| ---------------- | - | - | - | - | - | - | - | - | - | -- | -- | ----- |
| Norvège (Nordby) | 0 | 0 | 0 | 2 | 1 | 1 | 0 | 0 | 2 | 4  | x  | 10    |
| Suède (Norberg)  | 0 | 0 | 1 | 0 | 0 | 0 | 1 | 1 | 0 | 0  | x  | 3     |

| Équipes              | 1 | 2 | 3 | 4 | 5 | 6 | 7 | 8 | 9 | 10 | 11 | Total |
| -------------------- | - | - | - | - | - | - | - | - | - | -- | -- | ----- |
| États-Unis (Johnson) | 0 | 0 | 1 | 0 | 2 | 0 | 2 | 0 | x | x  | x  | 5     |
| Canada (Kleibrink)   | 5 | 1 | 0 | 1 | 0 | 3 | 0 | 1 | x | x  | x  | 11    |

| Équipes          | 1 | 2 | 3 | 4 | 5 | 6 | 7 | 8 | 9 | 10 | 11 | Total |
| ---------------- | - | - | - | - | - | - | - | - | - | -- | -- | ----- |
| Italie (Gaspari) | 0 | 3 | 0 | 1 | 0 | 2 | 0 | 1 | 0 | 0  | x  | 7     |
| Danemark (Holm)  | 1 | 0 | 1 | 0 | 4 | 0 | 3 | 0 | 1 | 0  | x  | 10    |

| Équipes              | 1 | 2 | 3 | 4 | 5 | 6 | 7 | 8 | 9 | 10 | 11 | Total |
| -------------------- | - | - | - | - | - | - | - | - | - | -- | -- | ----- |
| États-Unis (Johnson) | 2 | 0 | 0 | 0 | 1 | 0 | 1 | 0 | 1 | 0  | 0  | 5     |
| Japon (Onodera)      | 0 | 0 | 2 | 1 | 0 | 0 | 0 | 2 | 0 | 0  | 1  | 6     |

| Équipes             | 1 | 2 | 3 | 4 | 5 | 6 | 7 | 8 | 9 | 10 | 11 | Total |
| ------------------- | - | - | - | - | - | - | - | - | - | -- | -- | ----- |
| Canada (Kleibrink)  | 0 | 0 | 1 | 0 | 0 | 2 | 0 | 2 | 0 | 1  | x  | 6     |
| Russie (Privivkova) | 0 | 0 | 0 | 1 | 1 | 0 | 1 | 0 | 2 | 0  | x  | 5     |

| Équipes          | 1 | 2 | 3 | 4 | 5 | 6 | 7 | 8 | 9 | 10 | 11 | Total |
| ---------------- | - | - | - | - | - | - | - | - | - | -- | -- | ----- |
| Norvège (Nordby) | 0 | 1 | 0 | 0 | 0 | 1 | 0 | x | x | x  | x  | 2     |
| Suisse (Ott)     | 2 | 0 | 1 | 1 | 1 | 0 | 4 | x | x | x  | x  | 9     |

| Équipes                  | 1 | 2 | 3 | 4 | 5 | 6 | 7 | 8 | 9 | 10 | 11 | Total |
| ------------------------ | - | - | - | - | - | - | - | - | - | -- | -- | ----- |
| Suède (Norberg)          | 1 | 2 | 2 | 0 | 1 | 0 | 0 | 1 | 0 | 1  | x  | 8     |
| Grande-Bretagne (Martin) | 0 | 0 | 0 | 2 | 0 | 2 | 0 | 0 | 2 | 0  | x  | 6     |

| Équipes             | 1 | 2 | 3 | 4 | 5 | 6 | 7 | 8 | 9 | 10 | 11 | Total |
| ------------------- | - | - | - | - | - | - | - | - | - | -- | -- | ----- |
| Italie (Gaspari)    | 1 | 0 | 1 | 0 | 1 | 0 | 1 | 0 | 0 | 2  | x  | 6     |
| Russie (Privivkova) | 0 | 1 | 0 | 1 | 0 | 1 | 0 | 0 | 1 | 0  | x  | 4     |

| Équipes          | 1 | 2 | 3 | 4 | 5 | 6 | 7 | 8 | 9 | 10 | 11 | Total |
| ---------------- | - | - | - | - | - | - | - | - | - | -- | -- | ----- |
| Japon (Onodera)  | 0 | 0 | 0 | 0 | 0 | 2 | 0 | 2 | 0 | x  | x  | 4     |
| Norvège (Nordby) | 1 | 0 | 0 | 3 | 1 | 0 | 2 | 0 | 2 | x  | x  | 9     |

| Équipes              | 1 | 2 | 3 | 4 | 5 | 6 | 7 | 8 | 9 | 10 | 11 | Total |
| -------------------- | - | - | - | - | - | - | - | - | - | -- | -- | ----- |
| Danemark (Holm)      | 0 | 0 | 1 | 0 | 0 | 2 | 0 | 0 | 0 | 0  | x  | 3     |
| États-Unis (Johnson) | 0 | 1 | 0 | 1 | 2 | 0 | 0 | 1 | 1 | 2  | x  | 8     |

| Équipes            | 1 | 2 | 3 | 4 | 5 | 6 | 7 | 8 | 9 | 10 | 11 | Total |
| ------------------ | - | - | - | - | - | - | - | - | - | -- | -- | ----- |
| Canada (Kleibrink) | 0 | 1 | 0 | 0 | 2 | 0 | 1 | 0 | 1 | 0  | x  | 5     |
| Suisse (Ott)       | 0 | 0 | 0 | 3 | 0 | 0 | 0 | 2 | 0 | 1  | x  | 6     |

| Équipes         | 1 | 2 | 3 | 4 | 5 | 6 | 7 | 8 | 9 | 10 | 11 | Total |
| --------------- | - | - | - | - | - | - | - | - | - | -- | -- | ----- |
| Japon (Onodera) | 0 | 1 | 2 | 1 | 0 | 0 | 0 | 1 | 0 | 0  | x  | 5     |
| Danemark (Holm) | 1 | 0 | 0 | 0 | 3 | 2 | 0 | 0 | 2 | 1  | x  | 9     |

| Équipes                  | 1 | 2 | 3 | 4 | 5 | 6 | 7 | 8 | 9 | 10 | 11 | Total |
| ------------------------ | - | - | - | - | - | - | - | - | - | -- | -- | ----- |
| Russie (Privivkova)      | 0 | 2 | 0 | 0 | 2 | 0 | 0 | 0 | 0 | 0  | x  | 4     |
| Grande-Bretagne (Martin) | 2 | 0 | 4 | 1 | 0 | 0 | 0 | 0 | 2 | 1  | x  | 10    |

| Équipes          | 1 | 2 | 3 | 4 | 5 | 6 | 7 | 8 | 9 | 10 | 11 | Total |
| ---------------- | - | - | - | - | - | - | - | - | - | -- | -- | ----- |
| Suède (Norberg)  | 0 | 0 | 2 | 0 | 3 | 0 | 1 | 0 | 1 | 1  | x  | 8     |
| Italie (Gaspari) | 0 | 1 | 0 | 1 | 0 | 1 | 0 | 1 | 0 | 0  | x  | 4     |

| Équipes              | 1 | 2 | 3 | 4 | 5 | 6 | 7 | 8 | 9 | 10 | 11 | Total |
| -------------------- | - | - | - | - | - | - | - | - | - | -- | -- | ----- |
| Suède (Norberg)      | 0 | 1 | 0 | 0 | 0 | 0 | 1 | 1 | 0 | 1  | 1  | 5     |
| États-Unis (Johnson) | 0 | 0 | 1 | 0 | 1 | 0 | 0 | 0 | 2 | 0  | 0  | 4     |

| Équipes         | 1 | 2 | 3 | 4 | 5 | 6 | 7 | 8 | 9 | 10 | 11 | Total |
| --------------- | - | - | - | - | - | - | - | - | - | -- | -- | ----- |
| Danemark (Holm) | 0 | 0 | 1 | 1 | 0 | 0 | 0 | x | x | x  | x  | 2     |
| Suisse (Ott)    | 0 | 3 | 0 | 0 | 1 | 3 | 3 | x | x | x  | x  | 10    |

| Équipes            | 1 | 2 | 3 | 4 | 5 | 6 | 7 | 8 | 9 | 10 | 11 | Total |
| ------------------ | - | - | - | - | - | - | - | - | - | -- | -- | ----- |
| Canada (Kleibrink) | 0 | 2 | 0 | 2 | 0 | 1 | 0 | 3 | 2 | 0  | x  | 10    |
| Norvège (Nordby)   | 1 | 0 | 2 | 0 | 2 | 0 | 1 | 0 | 0 | 2  | x  | 8     |

| Équipes              | 1 | 2 | 3 | 4 | 5 | 6 | 7 | 8 | 9 | 10 | 11 | Total |
| -------------------- | - | - | - | - | - | - | - | - | - | -- | -- | ----- |
| États-Unis (Johnson) | 0 | 0 | 2 | 0 | 0 | 0 | 2 | 0 | 0 | 3  | 0  | 7     |
| Russie (Privivkova)  | 0 | 2 | 0 | 1 | 1 | 2 | 0 | 1 | 0 | 0  | 1  | 8     |

| Équipes          | 1 | 2 | 3 | 4 | 5 | 6 | 7 | 8 | 9 | 10 | 11 | Total |
| ---------------- | - | - | - | - | - | - | - | - | - | -- | -- | ----- |
| Norvège (Nordby) | 1 | 0 | 1 | 0 | 2 | 0 | 0 | 2 | 0 | 1  | 2  | 9     |
| Italie (Gaspari) | 0 | 2 | 0 | 1 | 0 | 1 | 2 | 0 | 1 | 0  | 0  | 7     |

| Équipes                  | 1 | 2 | 3 | 4 | 5 | 6 | 7 | 8 | 9 | 10 | 11 | Total |
| ------------------------ | - | - | - | - | - | - | - | - | - | -- | -- | ----- |
| Grande-Bretagne (Martin) | 0 | 0 | 0 | 0 | 2 | 0 | 0 | 1 | 0 | x  | x  | 3     |
| Canada (Kleibrink)       | 0 | 2 | 1 | 1 | 0 | 0 | 1 | 0 | 4 | x  | x  | 9     |

| Équipes         | 1 | 2 | 3 | 4 | 5 | 6 | 7 | 8 | 9 | 10 | 11 | Total |
| --------------- | - | - | - | - | - | - | - | - | - | -- | -- | ----- |
| Suisse (Ott)    | 2 | 0 | 1 | 0 | 0 | 1 | 0 | 2 | 0 | 1  | x  | 7     |
| Suède (Norberg) | 0 | 1 | 0 | 2 | 0 | 0 | 2 | 0 | 4 | 0  | x  | 9     |

| Équipes                  | 1 | 2 | 3 | 4 | 5 | 6 | 7 | 8 | 9 | 10 | 11 | Total |
| ------------------------ | - | - | - | - | - | - | - | - | - | -- | -- | ----- |
| Grande-Bretagne (Martin) | 0 | 0 | 2 | 0 | 2 | 0 | 2 | 0 | 2 | 1  | x  | 9     |
| Italie (Gaspari)         | 0 | 1 | 0 | 2 | 0 | 1 | 0 | 1 | 0 | 0  | x  | 5     |

| Équipes             | 1 | 2 | 3 | 4 | 5 | 6 | 7 | 8 | 9 | 10 | 11 | Total |
| ------------------- | - | - | - | - | - | - | - | - | - | -- | -- | ----- |
| Russie (Privivkova) | 0 | 0 | 1 | 0 | 1 | 0 | 0 | 1 | 0 | 1  | x  | 4     |
| Suisse (Ott)        | 1 | 2 | 0 | 1 | 0 | 0 | 3 | 0 | 0 | 0  | x  | 7     |

| Équipes         | 1 | 2 | 3 | 4 | 5 | 6 | 7 | 8 | 9 | 10 | 11 | Total |
| --------------- | - | - | - | - | - | - | - | - | - | -- | -- | ----- |
| Suède (Norberg) | 0 | 2 | 0 | 0 | 2 | 2 | 4 | 0 | x | x  | x  | 10    |
| Danemark (Holm) | 1 | 0 | 3 | 0 | 0 | 0 | 0 | 1 | x | x  | x  | 5     |

| Équipes            | 1 | 2 | 3 | 4 | 5 | 6 | 7 | 8 | 9 | 10 | 11 | Total |
| ------------------ | - | - | - | - | - | - | - | - | - | -- | -- | ----- |
| Japon (Onodera)    | 0 | 0 | 2 | 1 | 0 | 0 | 1 | 0 | 0 | 1  | x  | 5     |
| Canada (Kleibrink) | 0 | 0 | 0 | 0 | 0 | 1 | 0 | 1 | 0 | 0  | x  | 2     |

| Équipes         | 1 | 2 | 3 | 4 | 5 | 6 | 7 | 8 | 9 | 10 | 11 | Total |
| --------------- | - | - | - | - | - | - | - | - | - | -- | -- | ----- |
| Japon (Onodera) | 1 | 2 | 0 | 0 | 2 | 0 | 0 | 1 | 0 | 1  | 0  | 7     |
| Suède (Norberg) | 0 | 0 | 0 | 2 | 0 | 2 | 1 | 0 | 2 | 0  | 1  | 8     |

| Équipes                  | 1 | 2 | 3 | 4 | 5 | 6 | 7 | 8 | 9 | 10 | 11 | Total |
| ------------------------ | - | - | - | - | - | - | - | - | - | -- | -- | ----- |
| Grande-Bretagne (Martin) | 0 | 0 | 3 | 0 | 0 | 0 | 1 | 0 | 0 | x  | x  | 4     |
| Norvège (Nordby)         | 2 | 0 | 0 | 1 | 1 | 1 | 0 | 1 | 2 | x  | x  | 8     |

| Équipes              | 1 | 2 | 3 | 4 | 5 | 6 | 7 | 8 | 9 | 10 | 11 | Total |
| -------------------- | - | - | - | - | - | - | - | - | - | -- | -- | ----- |
| Italie (Gaspari)     | 0 | 0 | 0 | 0 | 3 | 0 | x | x | x | x  | x  | 3     |
| États-Unis (Johnson) | 0 | 2 | 3 | 2 | 0 | 4 | x | x | x | x  | x  | 11    |

| Équipes              | 1 | 2 | 3 | 4 | 5 | 6 | 7 | 8 | 9 | 10 | 11 | Total |
| -------------------- | - | - | - | - | - | - | - | - | - | -- | -- | ----- |
| Suisse (Ott)         | 0 | 2 | 2 | 0 | 0 | 1 | 0 | 1 | 0 | 3  | x  | 9     |
| États-Unis (Johnson) | 2 | 0 | 0 | 1 | 2 | 0 | 2 | 0 | 1 | 0  | x  | 8     |

| Équipes            | 1 | 2 | 3 | 4 | 5 | 6 | 7 | 8 | 9 | 10 | 11 | Total |
| ------------------ | - | - | - | - | - | - | - | - | - | -- | -- | ----- |
| Italie (Gaspari)   | 0 | 0 | 0 | 2 | 0 | 1 | 1 | 0 | 0 | x  | x  | 4     |
| Canada (Kleibrink) | 1 | 2 | 2 | 0 | 2 | 0 | 0 | 2 | 2 | x  | x  | 11    |

| Équipes                  | 1 | 2 | 3 | 4 | 5 | 6 | 7 | 8 | 9 | 10 | 11 | Total |
| ------------------------ | - | - | - | - | - | - | - | - | - | -- | -- | ----- |
| Grande-Bretagne (Martin) | 0 | 0 | 0 | 1 | 0 | 3 | 0 | 1 | 0 | x  | x  | 5     |
| Japon (Onodera)          | 0 | 2 | 1 | 0 | 3 | 0 | 1 | 0 | 3 | x  | x  | 10    |

| Équipes             | 1 | 2 | 3 | 4 | 5 | 6 | 7 | 8 | 9 | 10 | 11 | Total |
| ------------------- | - | - | - | - | - | - | - | - | - | -- | -- | ----- |
| Russie (Privivkova) | 1 | 1 | 0 | 2 | 1 | 0 | 1 | 2 | 0 | 1  | x  | 9     |
| Danemark (Holm)     | 0 | 0 | 2 | 0 | 0 | 2 | 0 | 0 | 3 | 0  | x  | 7     |

| Équipes             | 1 | 2 | 3 | 4 | 5 | 6 | 7 | 8 | 9 | 10 | 11 | Total |
| ------------------- | - | - | - | - | - | - | - | - | - | -- | -- | ----- |
| Suède (Norberg)     | 0 | 0 | 0 | 2 | 0 | 0 | 0 | 1 | 0 | 1  | x  | 4     |
| Russie (Privivkova) | 0 | 1 | 0 | 0 | 1 | 1 | 1 | 0 | 2 | 0  | x  | 6     |

| Équipes          | 1 | 2 | 3 | 4 | 5 | 6 | 7 | 8 | 9 | 10 | 11 | Total |
| ---------------- | - | - | - | - | - | - | - | - | - | -- | -- | ----- |
| Danemark (Holm)  | 0 | 0 | 1 | 0 | 0 | 0 | x | x | x | x  | x  | 1     |
| Norvège (Nordby) | 3 | 1 | 0 | 1 | 1 | 2 | x | x | x | x  | x  | 8     |

| Équipes          | 1 | 2 | 3 | 4 | 5 | 6 | 7 | 8 | 9 | 10 | 11 | Total |
| ---------------- | - | - | - | - | - | - | - | - | - | -- | -- | ----- |
| Italie (Gaspari) | 1 | 0 | 0 | 1 | 0 | 1 | 1 | 0 | 0 | 0  | x  | 4     |
| Japon (Onodera)  | 0 | 1 | 0 | 0 | 1 | 0 | 0 | 2 | 0 | 2  | x  | 6     |

| Équipes            | 1 | 2 | 3 | 4 | 5 | 6 | 7 | 8 | 9 | 10 | 11 | Total |
| ------------------ | - | - | - | - | - | - | - | - | - | -- | -- | ----- |
| Danemark (Holm)    | 2 | 0 | 3 | 0 | 0 | 0 | 1 | 0 | 2 | 0  | x  | 8     |
| Canada (Kleibrink) | 0 | 3 | 0 | 3 | 0 | 1 | 0 | 1 | 0 | 1  | x  | 9     |

| Équipes         | 1 | 2 | 3 | 4 | 5 | 6 | 7 | 8 | 9 | 10 | 11 | Total |
| --------------- | - | - | - | - | - | - | - | - | - | -- | -- | ----- |
| Suisse (Ott)    | 1 | 2 | 0 | 4 | 0 | 0 | 0 | 4 | x | x  | x  | 11    |
| Japon (Onodera) | 0 | 0 | 2 | 0 | 1 | 1 | 1 | 0 | x | x  | x  | 5     |

| Équipes             | 1 | 2 | 3 | 4 | 5 | 6 | 7 | 8 | 9 | 10 | 11 | Total |
| ------------------- | - | - | - | - | - | - | - | - | - | -- | -- | ----- |
| Norvège (Nordby)    | 0 | 2 | 0 | 1 | 0 | 2 | 0 | 2 | 1 | 0  | x  | 8     |
| Russie (Privivkova) | 2 | 0 | 1 | 0 | 3 | 0 | 3 | 0 | 0 | 1  | x  | 10    |

| Équipes                  | 1 | 2 | 3 | 4 | 5 | 6 | 7 | 8 | 9 | 10 | 11 | Total |
| ------------------------ | - | - | - | - | - | - | - | - | - | -- | -- | ----- |
| États-Unis (Johnson)     | 0 | 1 | 0 | 3 | 0 | 0 | x | x | x | x  | x  | 4     |
| Grande-Bretagne (Martin) | 2 | 0 | 4 | 0 | 3 | 1 | x | x | x | x  | x  | 10    |

Le tableau suivant résume le classement des équipes à l'issue du 1er tour :
| Rang | Pays                     | V | D | bp | bc | Manches gagnées | Manches perdues | Manches blanches | Tirs % |
| ---- | ------------------------ | - | - | -- | -- | --------------- | --------------- | ---------------- | ------ |
| 1    | Suède (Norberg)          | 7 | 2 | 61 | 54 | 41              | 36              | 14               | 79     |
| 2    | Suisse (Ott)             | 7 | 2 | 74 | 44 | 37              | 32              | 11               | 75     |
| 3    | Canada (Kleibrink)       | 6 | 3 | 68 | 51 | 39              | 32              | 16               | 75     |
| 4    | Norvège (Nordby)         | 6 | 3 | 73 | 54 | 45              | 32              | 5                | 73     |
| 5    | Grande-Bretagne (Martin) | 5 | 4 | 55 | 54 | 31              | 35              | 17               | 76     |
| 6    | Russie (Privivkova)      | 5 | 4 | 57 | 60 | 41              | 36              | 14               | 77     |
| 7    | Japon (Onodera)          | 4 | 5 | 53 | 59 | 36              | 35              | 16               | 72     |
| 8    | États-Unis (Johnson)     | 2 | 7 | 58 | 66 | 34              | 38              | 11               | 73     |
| 9    | Danemark (Holm)          | 2 | 7 | 47 | 69 | 27              | 42              | 12               | 72     |
| 10   | Italie (Gaspari)         | 1 | 8 | 44 | 79 | 33              | 43              | 9                | 66     |

Les quatre premières équipes en tête à la fin du premier tour sont qualifiées directement pour les demi-finales.

### Phase finale
|  | Demi-finales           | Demi-finales           |                        |   | Finale                 | Finale                 |
|  | Demi-finales           | Demi-finales           |                        |   | Finale                 | Finale                 |
|  |                        |                        |                        |   |                        |                        |
|  | 22 février 2006, 14:00 | 22 février 2006, 14:00 |                        |   | 23 février 2006, 17:30 | 23 février 2006, 17:30 |
|  | 22 février 2006, 14:00 | 22 février 2006, 14:00 |                        |   | 23 février 2006, 17:30 | 23 février 2006, 17:30 |
|  | 1er Suède              | 5                      |                        |   | 23 février 2006, 17:30 | 23 février 2006, 17:30 |
|  | 1er Suède              | 5                      |                        |   | 23 février 2006, 17:30 | 23 février 2006, 17:30 |
|  | 4e Norvège             | 4                      |                        |   | 23 février 2006, 17:30 | 23 février 2006, 17:30 |
|  | 4e Norvège             | 4                      | Suède                  | 7 |                        |                        |
|  | 22 février 2006, 14:00 |                        | Suède                  | 7 |                        |                        |
|  |                        | Suisse                 | 6                      |   |                        |                        |
|  | 2e Suisse              | Suisse                 | 6                      | 7 |                        |                        |
|  | 2e Suisse              |                        |                        | 7 |                        |                        |
|  | 3e Canada              | 5                      |                        |   |                        |                        |
|  | 3e Canada              | 5                      | Match pour la 3e place |   |                        |                        |
|  |                        |                        |                        |   |                        |                        |
|  | 23 février 2006, 13:00 |                        |                        |   |                        |                        |
|  |                        |                        |                        |   |                        |                        |
|  | Norvège                | 5                      |                        |   |                        |                        |
|  | Norvège                | 5                      |                        |   |                        |                        |
|  | Canada                 | 11                     |                        |   |                        |                        |
|  | Canada                 | 11                     |                        |   |                        |                        |

#### Demi-finales
Les demi-finales sont disputées le mercredi 22 février 2006 à 14h00.
| Équipes             | 1 | 2 | 3 | 4 | 5 | 6 | 7 | 8 | 9 | 10 | 11 | Total |
| ------------------- | - | - | - | - | - | - | - | - | - | -- | -- | ----- |
| 1er Suède (Norberg) | 0 | 0 | 1 | 0 | 1 | 0 | 1 | 1 | 0 | 1  | x  | 5     |
| 4e Norvège (Nordby) | 1 | 0 | 0 | 1 | 0 | 1 | 0 | 0 | 1 | 0  | x  | 4     |

| Équipes               | 1 | 2 | 3 | 4 | 5 | 6 | 7 | 8 | 9 | 10 | 11 | Total |
| --------------------- | - | - | - | - | - | - | - | - | - | -- | -- | ----- |
| 2e Suisse (Ott)       | 0 | 0 | 3 | 0 | 1 | 1 | 0 | 2 | 0 | 0  | x  | 7     |
| 3e Canada (Kleibrink) | 0 | 1 | 0 | 1 | 0 | 0 | 2 | 0 | 1 | 0  | x  | 5     |

#### Match pour la médaille de bronze
Le match pour la médaille de bronze est disputé le jeudi 23 février 2006 à 13h00.
| Équipes            | 1 | 2 | 3 | 4 | 5 | 6 | 7 | 8 | 9 | 10 | 11 | Total |
| ------------------ | - | - | - | - | - | - | - | - | - | -- | -- | ----- |
| Norvège (Nordby)   | 0 | 0 | 1 | 1 | 0 | 2 | 0 | 1 | x | x  | x  | 5     |
| Canada (Kleibrink) | 4 | 1 | 0 | 0 | 4 | 0 | 2 | 0 | x | x  | x  | 11    |

#### Finale
La finale est disputée le jeudi 23 février 2006 à 17h30.
| Équipes         | 1 | 2 | 3 | 4 | 5 | 6 | 7 | 8 | 9 | 10 | 11 | Total |
| --------------- | - | - | - | - | - | - | - | - | - | -- | -- | ----- |
| Suède (Norberg) | 0 | 2 | 0 | 1 | 0 | 1 | 1 | 0 | 1 | 0  | 1  | 7     |
| Suisse (Ott)    | 0 | 0 | 2 | 0 | 0 | 0 | 0 | 2 | 0 | 2  | 0  | 6     |

### Podium
| Or    | Argent | Bronze |
| Suède | Suisse | Canada |